# Seznam paragvajskih pesnikov
Seznam paragvajskih pesnikov.

## C
- Mario Casartelli

## D
- Susy Delgado

## F
- Renée Ferrer

## M
- Luis María Martínez

## R
- Jacobo Rauskin
- Elvio Romero